# تپه‌آبادی خرابه فش (کد ۷۳)
تپه آبادی خرابه فش (ک - ۷۳) مربوط به دوران پیش از تاریخ ایران باستان - دوران‌های تاریخی پس از اسلام است و در شهرستان کنگاور، روستای فش واقع شده و این اثر در تاریخ ۲۴ فروردین ۱۳۸۲ با شمارهٔ ثبت ۸۱۲۲ به‌عنوان یکی از آثار ملی ایران به ثبت رسیده است.